# Joods weeshuis (Rotterdam)

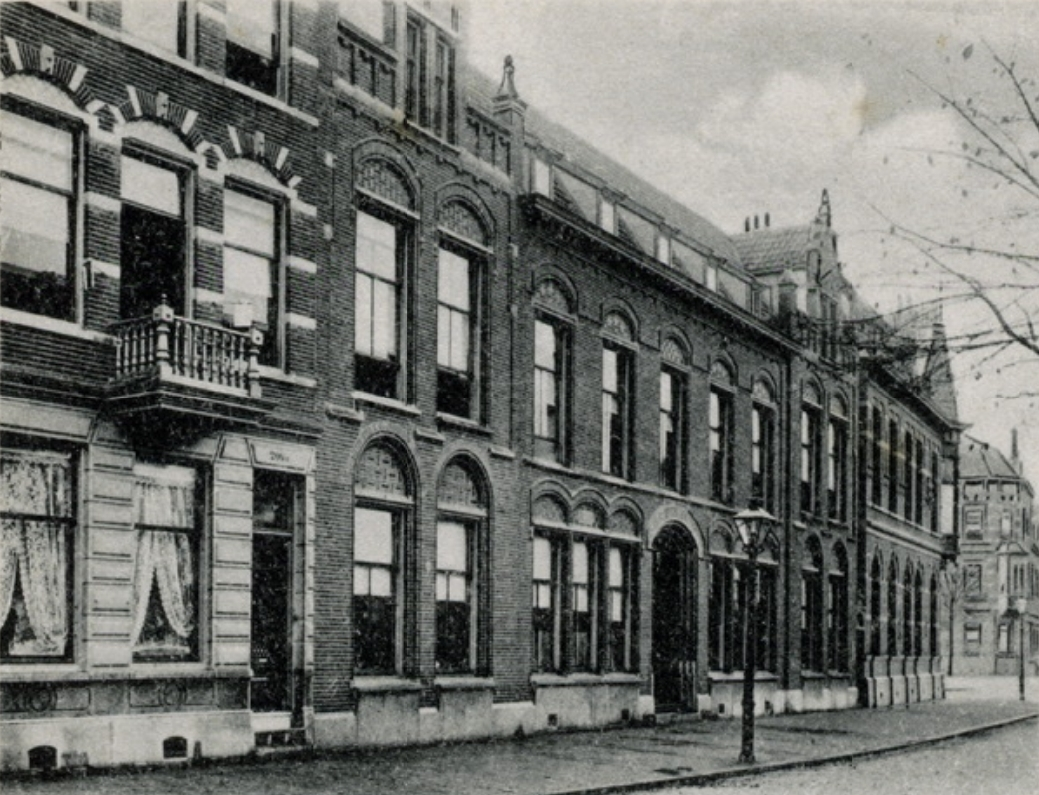
Nieuw Israëlitisch Weeshuis aan de Mathenesserlaan

Het Joods weeshuis was een weeshuis in Rotterdam dat bestond van 1833 tot 1943, en was bekend onder de naam Megadle Jethomim of Rotterdams Israëlitisch Weeshuis.

## Geschiedenis
In 1833 werd op initiatief van opperrabbijn E.J. Löwenstam de vereniging Ezrath Jethomiem (Hulp aan Wezen) opgericht. Later werd de naam veranderd in Megadle Jethomim (Opvoeding van wezen). Het eerste weeshuis was gevestigd aan de Boompjes, tussen 1848 en 1851 was het gevestigd aan de Kwakernaat, waarna het verhuisde naar Oppert 243. In 1898 werd een nieuw gebouw geopend aan de Mathenesserlaan 208. Er woonden ongeveer dertig kinderen, zowel jongens als meisjes. In de jaren dertig werden er ook vluchtelingenkinderen uit Duitsland opgenomen.
In maart 1939 werd een proces aangespannen tegen de directeur, S.J. Kopelman. Hij werd ervan beschuldigd kinderen te hebben mishandeld. Kopelman werd met langdurig verlof gezonden; de nieuwe directeur was Izak Onderwijzer, met zijn vrouw Elisabeth Onderwijzer-Gans. Kopelman was in december 1940 met vrouw en twee dochters op weg naar Palestina op het zeilschip "Salvador" toen, op 12 december, het schip door een storm werd overvallen en voor Silivri op de klippen liep. Van de 350 passagiers aan boord werden er 112 gered, maar de familie Kopelman was hier niet bij.
Op 8 oktober 1942 namen de nazi's tien kinderen uit het weeshuis mee, waaronder zes Duitse kinderen. Na een nacht in loods 24 werden zij naar Westerbork gebracht. Op 26 februari 1943 werden de overige wezen via de loods naar Kamp Westerbork gedeporteerd. Het merendeel van deze kinderen werd naar Sobibór gedeporteerd, waar ze op 5 maart 1943 werden vermoord.